# Bursaphelenchus xylophilus

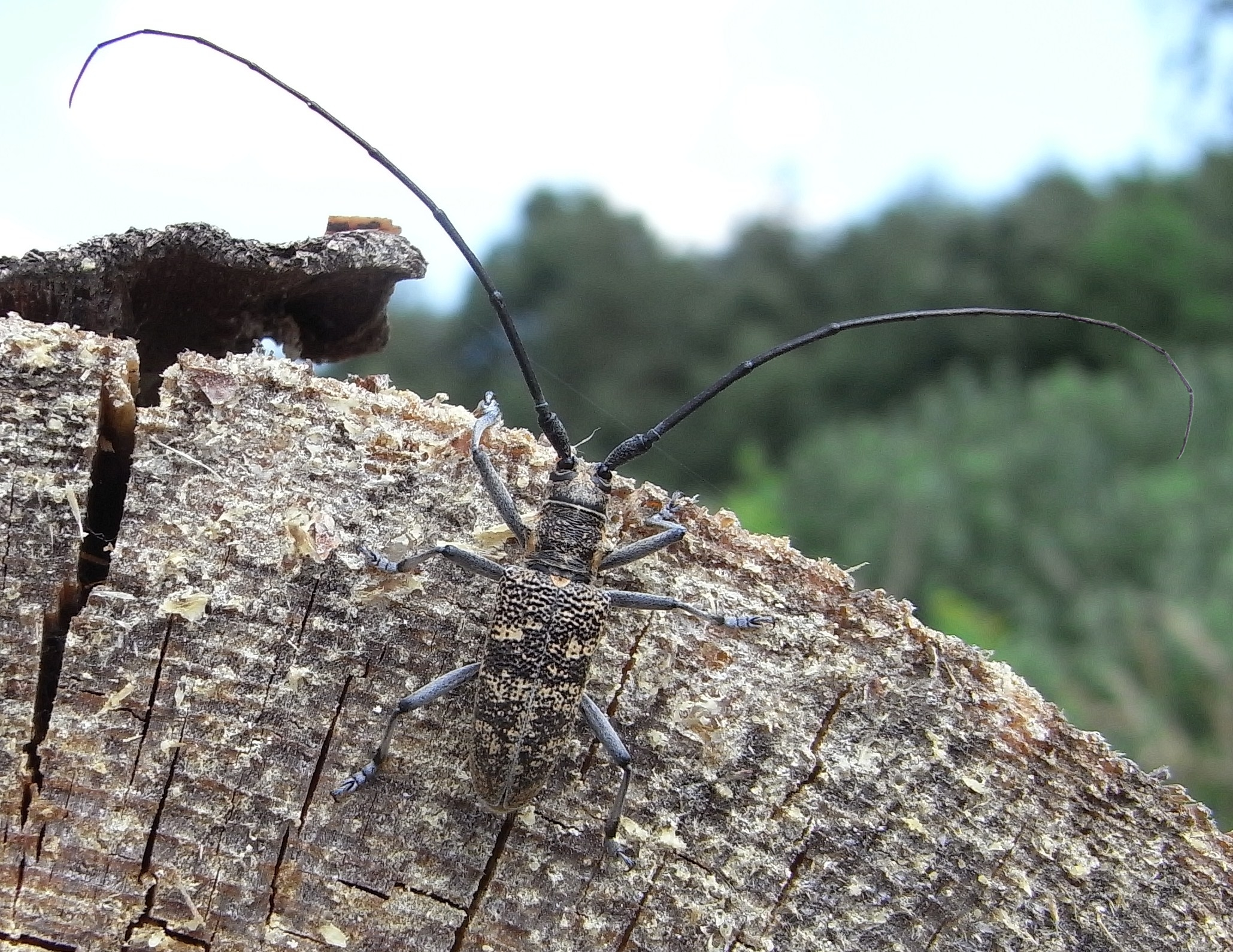
Monochamus galloprovincialis el principal vector de Bursaphelenchus xylophilus en España.

El nematodo de la madera del pino (Bursaphelenchus xylophilus) es una especie de nematodo del orden Tylenchida parásito de los pinos. Es originario de Norteamérica, pero se ha expandido por Europa y este de Asia convirtiéndose en una grave plaga. Los escarabajos del género Monochamus (familia Cerambycidae) son los responsables de su transmisión de árbol a árbol; además, puede transportarse a grandes distancias con el comercio de madera infestada por el nematodo.

## Ciclo biológico
El nematodo se transmite de un árbol a otro usando como vector varias especies de escarabajos (coleópteros) del género Monochamus. La transmisión puede ser mediante alimentación (fase dispersiva o fitófaga) o mediante ovopisición (fase propagativa o micófaga).
Los adultos de Monochamus emergen desde finales de mayo a finales de agosto y transmiten el parásito mientras se alimentan de los brotes tiernos del pino, fase que dura de 10 a 15 días; esta es la denominada fase de dispersión o fitófaga. Cuando los coleópteros alcanzan la madurez sexual son atraídos por árboles debilitados o madera recién cortada, donde las hembras depositan los huevos y transmiten el nematodo que penetra en la madera donde se alimenta de los hongos de la misma, fase conocida como propagativa o micófaga.
Las larvas del coleóptero eclosionan y pasan el invierno dentro de la madera; en mayo se produce la pupación y poco antes de la emergencia los nematodos infestan la pupa para ser transportados por los adultos que volarán en busca de alimento, cerrándose así el ciclo.

## Daños producidos porB. xylophilus
Los primeros síntomas de la infestación son un amarilleamiento y posterior seca de las acículas, sobre todo en las ramas del tercio superior, que posteriormente se va extendiendo a todo el árbol. Tras un tiempo relativamente corto (de 1 a 3 meses) la copa presenta acículas amarillentas con una disposición similar a un plumero lacio, observándose una apreciable pérdida de follaje, hasta que finalmente el árbol muere.
Esta sintomatología está ocasionada por la colonización de los canales resiníferos por parte de B. xylophilus, donde se alimenta tanto de las células epiteliales que los revisten, como de las células de parénquima circundante. La destrucción de los canales resiníferos del árbol hospedante impide el flujo de resina, lo que se puede comprobar realizando heridas artificiales en las ramas y troncos. A continuación se produce una merma de la transpiración en las acículas, lo que ocasiona la seca y pérdida de color en los árboles afectados. Una vez que cesa el flujo de resina se produce un rápido aumento de la población de nematodos lo que origina la muerte de los pinos enfermos.

## Distribución geográfica
Bursaphelenchus xylophilus es originario de Norteamérica. A principios de siglo XX apareció en Japón causando graves pérdidas que aún a inicios del siglo XXI siguen suponiendo del orden de un millón de metros cúbicos de madera al año. Luego se extendió la otros países asiáticos como China,  Taiwán y Corea causando también importantes daños. En 1999 se detectó su presencia por primera vez en Europa, concretamente en Setúbal (Portugal). A partir de 2008 el parásito entró episódicamente en España, habiéndose detectado focos en Extremadura, Galicia, Castilla y León.
Actualmente se encuentra limitada a esos tres focos localizados en Extremadura, Castilla y León y Galicia, estando su dispersión controlada mediante los Planes de Contingencia elaborados por Ministerio y Consejerías de Agricultura y no habiéndose detectado en el resto de la geografía peninsular.

## Especie invasora en España
Debido a su potencial colonizador y constituir una amenaza grave para las especies autóctonas, los hábitats o los ecosistemas, esta especie ha sido incluida en el Catálogo Español de Especies Exóticas Invasoras, aprobado por Real Decreto 630/2013, de 2 de agosto.